# Кърма
Вижте пояснителната страница за други значения на кърма.
Кърма се нарича секретът, отделян от женските гърди след раждане. То служи за храна на новороденото. Кърмата осигурява всичко, от което бебето се нуждае в първите приблизително 6 месеца от живота си – хранителни вещества, имунни тела и други имунни фактори. Около 6 навършени месеца, когато детето покаже признаци за готовност за захранване, започват да се включват и първите твърди храни, които все още не заместват цяло хранене, а допълват млечните.
Процесът на хранене на бебетата с кърма се нарича кърмене. Обикновено новородените се кърмят на поискване, като с течение на времето бебето определя свой собствен ритъм на хранене. Здравните организации препоръчват кърменето да продължи поне до 2 години и след това, колкото майката и детето желаят.

## Предимствата на майчиното мляко
Майчиното мляко е идеалната храна за бебето. Тя съдържа всички необходими компоненти за развитието на бебето в достатъчно количество и в идеален състав.
В същото време майчиното мляко изисква по-малко подготовка от страна на майката. То е топло при подходяща за бебето температура и без микроби благодарение на незабавната консумация. Тя може да варира според специфичните нужди на всяко бебе, възрастта, развитието и здравословните проблеми.
Промяната във вкуса се влияе от храната, която майката консумира, и това помага на бебето да приема по-лесно твърди храни. Кърмените бебета по-рядко страдат от наднормено тегло. Кърменето може да продължи до 30-45 минути всяко, докато млякото се увеличи и бебето усвои модела на "сучене-гълтане-дишане."
На около едномесечна възраст бебетата се нуждаят от 90 до 120 мл на хранене. Въпреки това, тъй като количеството на млякото се увеличава и бебето става по-ефикасно в храненето, продължителността на храненето може да се съкрати. Кърменето има редица предимства както за майката, така и за бебето, които липсват при храните за кърмачета. Разширяването на кърменето до почти всеобщо кърмене в страните с ниски и средни доходи би могло да предотврати около 820 000 смъртни случая на деца под петгодишна възраст годишно. Кърменето намалява риска от инфекции на дихателните пътища, ушни инфекции, синдром на внезапната детска смърт (СВДС) и диария при децата както в развиващите се, така и в развитите страни. Предполага се, че други ползи са свързани с намаляване на риска от астма, хранителни алергии и диабет. Кърменето може също така да подобри когнитивното развитие и да намали риска от затлъстяване в зряла възраст.